# Xã Sadsbury, Quận Crawford, Pennsylvania
Xã Sadsbury (tiếng Anh: Sadsbury Township) là một xã thuộc quận Crawford, tiểu bang Pennsylvania, Hoa Kỳ. Năm 2010, dân số của xã này là 2.933 người.